# Storabborrfors

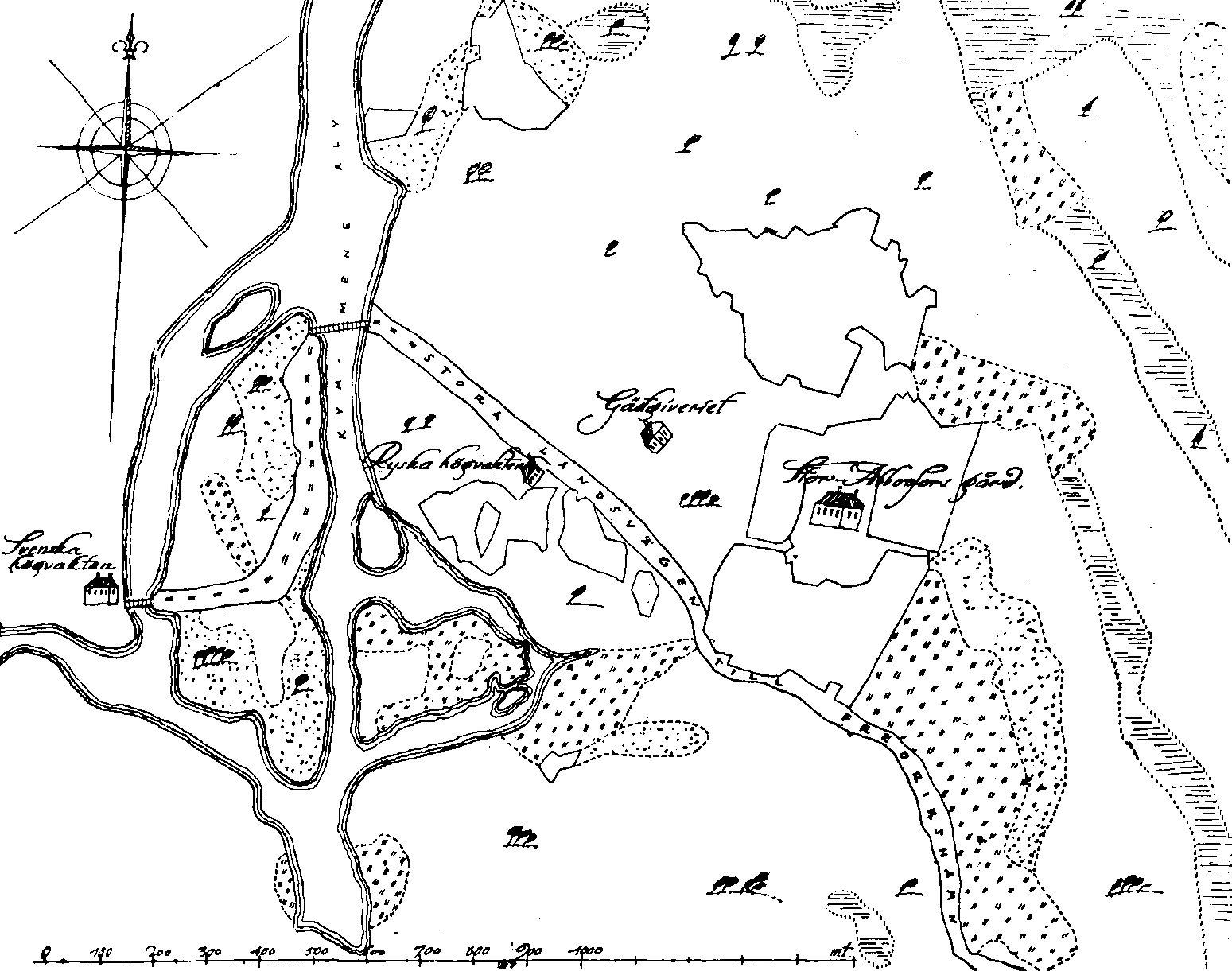
Plan av Stor-Abborfors ägor från slutet av 1700-talet

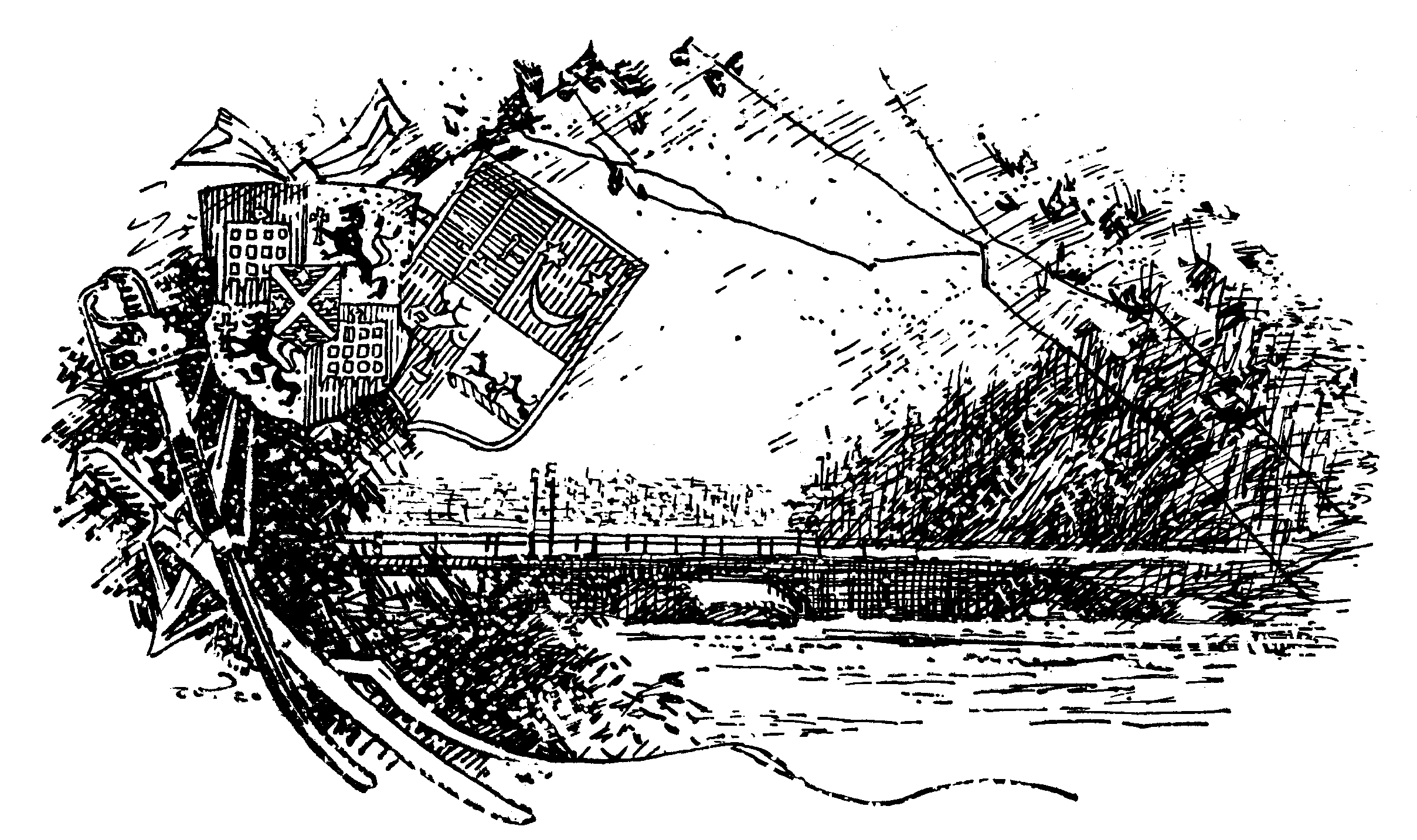
F.d. gränsbron vid Abborrfors jämte friherrliga ätterna Creutz och Indrenius vapen, vilket senare innehåller motiv från Clayhillska vapnet

Storabborrfors (fi. Suur-Ahvenkoski) är en herrgård i Pyttis kommun i Kymmenedalen.
Generalen av infanteriet herr Bernhard Indrenius upphöjdes till friherre 1871. Släkten dog ut på manssidan 1920 och på kvinnolinjen 1975. Hans dottersöner, barn av polske konteramiralen Hieronim Maximilian Zalewski adopterades 1914 med namnet Indrenius-Zalewski. Abborfors Gård gick vidare till friherre Bernhard Indrenius-Zalewski och ärvdes av hans tre döttrar.